# Harold Guskin
Harold Saul Guskin (Nueva York, 25 de mayo de 1941-Nueva Jersey, 10 de mayo de 2018) fue un actor y profesor de actuación estadounidense, reconocido por haber sido maestro de Glenn Close, James Gandolfini y Gabriel Macht.

## Biografía
Nacido en Nueva York, se licenció en arte dramático en la Universidad de Rutgers, para después obtener una maestría en la Universidad de Indiana.
En 1970 empezó a dar clases en la Universidad Wesleyan de Illinois, en Bloomington, y luego se trasladó a la Tisch School of the Arts de la Universidad de Nueva York. En 1980 se incorporó al Public Theater durante tres años, donde realizó talleres para dar a conocer sus técnicas de actuación.
Publicó el libro How to Stop Acting (2003) sobre técnicas de actuación.

### Fallecimiento
El 10 de mayo de 2018 falleció en Park Ridge, Nueva Jersey. Su esposa informó que la causa de la muerte fue una embolia pulmonar. Había contraído afasia primaria progresiva, una forma rara de demencia, más de una década antes de su muerte.